# Jay Rasulo
James A. « Jay » Rasulo est un haut responsable au sein de la Walt Disney Company. Il a occupé les postes de PDG d'Euro Disney (2000-2002) et président de Walt Disney Parks and Resorts (2002-2009) puis de directeur financier de la Walt Disney Company de 2009 à 2015. Il est actuellement conseiller spécial auprès de Robert Iger, PDG de Disney.

## Biographie
De 2000 à septembre 2002, Jay Rasulo est président-directeur général d'Euro Disney, société exploitant le complexe touristique Disneyland Paris.
Le 29 septembre 2002, Rasulo est nommé président de Walt Disney Parks and Resorts.
En octobre 2005, il devient le président-directeur général de la division Walt Disney Parks and Resorts de la Walt Disney Company. Il avait auparavant depuis septembre 2002 le poste de président, en remplacement de Paul Pressler. Walt Disney Parks and Resorts opère ou a donné la licence de gestion de onze parcs à thèmes Disney sur cinq resorts de par le monde, ainsi que les  :
- Disneyland Resort en Californie avec Disneyland, Disney's California Adventure
- Walt Disney World Resort en Floride avec Magic Kingdom, Epcot, Disney's Hollywood Studios, Disney's Animal Kingdom
- Tokyo Disney Resort (sous licence) au Japon avec Tokyo Disneyland, Tokyo DisneySea
- Disneyland Paris en France avec Parc Disneyland, Walt Disney Studios
- Hong Kong Disneyland Resort en Chine avec Hong Kong Disneyland

En décembre 2009, Robert Iger décide d'intervertir les positions de Jay Rasulo à la tête de Disney Parks and Resorts et Tom Staggs directeur financier de la Walt Disney Company.
Le 7 janvier 2015, Jay Rasulo évoque lors d'une conférence du CES la possibilité pour Disney d'acheter une société de distribution numérique similaire à Maker Studios (acheté en 2014) ou BuzzFeed (rumeurs d'avril 2014), son portefeuille de contenu étant suffisant (Pixar, Marvel, Lucasfilm). Le 19 mars 2015, il vend une partie de ses actions Disney pour 12 millions d'USD et continue de travailler pour la société malgré la fin de son contrat.
Le 1er juin 2015, Disney annonce la fin du contrat de CFO de Jay Rasulo à compter du 30 juin 2015, ensuite il sera conseiller de Robert Iger,. Le 26 juin 2015, Disney officialise la nomination de Jay Rasulo comme conseiller de Robert Iger avec un salaire annuel de 5,4 millions d'USD,,.